# Thiacidas argyresthis
Pteronycta argyresthis là một loài bướm đêm trong họ Noctuidae.